# Il gusto del sakè
Il gusto del sakè (秋刀魚の味?, Sanma no aji) è un film del 1962 diretto da Yasujirō Ozu.
Primo film di Ozu prodotto dalla Shochiku dopo L'autunno della famiglia Kohayagawa (prodotto dalla Takarazuka),  rappresenta l'ultima opera del regista prima della sua morte, che sopraggiungerà appena un anno dopo l'uscita della pellicola.

## Trama
Shohei Hirayama è un dirigente d'azienda vedovo con due figli maschi (Kazuo e Koichi, quest'ultimo sposato) e una femmina (Michiko, che si prende cura delle faccende domestiche). Con alcuni compagni di classe organizza una cena, alla quale invitano anche Sakuma, un loro ex insegnante. Mentre Horie viene preso in giro per essersi risposato con una donna molto più giovane, Sakuma incomincia a bere sakè, finendo per ubriacarsi e costringere Hirayama e Kawai a riaccompagnarlo a casa dove incontrano Tomoko, la figlia del professore non sposatasi per accudire il padre.
Mentre Koichi spende in mazze da golf usate dei soldi prestati dal padre per acquistare un frigorifero, Hirayama torna in visita dal professore: la discussione che ne segue convince Hirayama a dare in sposa sua figlia, per evitare che sprechi il suo tempo rimanendo in casa con lui. Tramite Koichi, tenta di capire se Yutaka Miura (collega di Koichi per il quale Michiko nutriva interesse) è interessato a Michiko ma, dopo aver ottenuto una risposta negativa, decide di farle scegliere il candidato tra alcuni proposti da Kawai.
Michiko accetta e si sposa: per festeggiare il matrimonio Hirayama decide di andare a bere del sakè al bar, ma finisce per tornare a casa ubriaco e solo.

## Produzione

### Sceneggiatura
Scritta a partire dal febbraio 1962, la sceneggiatura ripropose diversi temi già affrontati nelle opere precedenti del regista (il rapporto tra padre e figlia e l'amicizia, quest'ultimo affrontato già in Tardo autunno) come richiesto dalla Shochiku, allora in difficoltà finanziarie. Ciò non impedì tuttavia a Ozu e a Kōgo Noda di aggiungere nuove tematiche come la vita coniugale tra due giovani sposi e il fallimento delle proprie ambizioni.

### Cast
Il gusto del sakè è uno dei primi film realizzati dopo un accordo, sottoscritto nell'aprile 1962, che vietava il "prestito" di attori o personale tecnico tra varie società di produzione. Tutto il cast del film fu pertanto selezionato tra personale messo sotto contratto dalla Shochiku, tra cui Shima Iwashita, che ricopre il ruolo di protagonista femminile.

### Riprese
Le riprese furono effettuate tra l'agosto e il novembre del 1962.

## Distribuzione

### Date di uscita
- 18 novembre 1962 in Giappone[3][4]
- 1964 negli Stati Uniti (An Autumn Afternoon)[4]
- 26 maggio 1964 in Australia[4]
- ottobre 1966 nel Regno Unito[4]
- 20 novembre 1970 in Svezia[4]
- 9 gennaio 1984 in Germania Ovest (Ein Herbstnachmittag)[4]

### Divieti
Il film è stato sottoposto a limitazioni in Australia e, a partire dal 2007, nel Regno Unito: in questi Paesi la visione da parte di spettatori di età inferiore agli otto anni deve avvenire assieme ad un adulto.

### Edizione italiana
L'edizione italiana del film, distribuita dalla RaroVideo in versione originale con sottotitoli, presenta un titolo differente dal precedente, optando per la traduzione esatta dell'originale: Il sapore della costardella del Pacifico, pesce che richiama l'autunno allorché, in concomitanza col periodo riproduttivo, tende ad avvicinarsi alle coste.